# Banca (Pirineos Atlánticos)
Banca (en euskera: Banka; en francés: Banca) es una localidad y comuna francesa, situada en el departamento de Pirineos Atlánticos, en la región de Nueva Aquitania. Pertenece al territorio histórico vascofrancés de Baja Navarra.
Administrativamente también depende del Distrito de Bayona y del Cantón de Montaña Vasca.

## Historia
En los mapas de Cassini de 1790 y 1793, el nombre de la localidad figura como La Fonderie ("fundición") debido a una mina de cobre existente. Esto está corroborado por actas de matrimonio civil confeccionadas en 1859.
Si bien el nombre Banca aparece por primera vez en 1832, no se hizo definitivo hasta después de los Tratados de Bayona de 1862 y 1868.  En bautismos de 1868 ya figura como Banca.

## Etimología del nombre
Para Jean Baptiste Orpustan, en su obra Nouvelle toponymie basque : Noms de pays, vallées, communes et hameaux (Pessac, 2006), este topónimo presenta 2 posibles etimologías :
```
     -- un préstamo del español 
banco
, refiriéndose a la institución donde se cambia moneda,
```

```
     -- una referencia a las 
bancas de piedra
 del lugar
```

## Historia
Banca debe su existencia a la puesta en marcha nuevamente de las minas de cobre en el siglo XVIII,
que habían sido ya explotadas en la Antigüedad.
Con el nombre de La Fonderie, apenas era una aldea o caserío dependiente de la parroquia de San Esteban de Baigorry.
En 1793 fue elevada a comuna con el mismo nombre. Tendría que esperar a la década de 1860 para tener el nuevo nombre de Banca, siendo oficial desde 1874.
En 1828, se reemplazó la fundición de cobre por una usina siderúrgica, que se encuentra a la entrada de la comuna.  Un alto horno es visible por su altura y aún hoy se encuentra en buen estado de conservación como patrimonio histórico.
En otro orden de cosas, el grupo terrorista Iparretarrak (Los del Norte, en euskera) fundado por Philippe Bidart alias Patxi en 1972 en la cercana Urepel, cometió aquí su primer acto terrorista en 11 de diciembre de 1973. 
El grupo realizó alrededor de 150 atentados hasta el año 2000. Su fundador, capturado en 1988, cumplió condena hasta el 2007, pasando a libertad vigilada hasta el 2014, a los 61 años.
Bidart nació en 1953 en la vecina Baigorry, y es actualmente secretario del partido de izquierda abertzale de la región vasco francesa.

## Demografía
| Gráfica de evolución demográfica de Banca (Pirineos Atlánticos) entre 1800 y 2012 |
|                                                                                   |

Fuentes: Ldh/EHESS/Cassini e INSEE.